# Línea 8G (Comodoro Rivadavia)
La línea 8 «Directo Caleta Córdova» es una línea de colectivos suburbana de Comodoro Rivadavia, bajo concesión de la empresa Transporte Patagonia Argentina desde 2007 que une el B° Centro con el barrio Caleta Córdova. Funciona desde las 05:00 hasta las 00:00.

## Cuadro Tarifario
| Boleto             | Tarifa |
| ------------------ | ------ |
| Urbano             | $22    |
| Suburbano          | $23.52 |
| Estudiante         | $11    |
| Jubilado           | $11    |
| Discapacitado      | $0.00  |
| Policía del Chubut | $0.00  |

En el caso de los boletos de Estudiante y Jubilado reciben un subsidio de la municipalidad de Comodoro Rivadavia que les cubre un 50% del valor del boleto.

## Recorrido principal

### 8G: Directo Caleta Córdova
| 8G         | Primer servicio A: Restínga Alí/ Caleta Córdova | Primer servicio A: Centro | Último servicio A: Restínga Alí/ Caleta Córdova | Último servicio A: Centro |
| Laborables | 05:25                                           | 06:30                     | 22:30                                           | 23:35                     |
| Sábados    | 05:45                                           | 06:50                     | 20:30                                           | 21:35                     |
| Festivos   | 08:35                                           | 09:40                     | 20:30                                           | 21:35                     |

Ida
| BUS2 | KBHFa |

|  | BHF |

|  | BHF |

|  | BHF |

|  | BHF |

|  | BHF |

|  | BHF |

|  | BHF |

|  | BHF |

|  | BHF |

|  | BHF |

|  | BHF |

|  | BHF |

|  | BHF |

|  | BHF |

|  | BHF |

|  | BHF |

|  | BHF |

|  | BHF |

|  | BHF |

|  | BHF |

|  | BHF |

|  | BHF |

|  | BHF |

|  | BHF |

|  | BHF |

|  | BHF |

|  | BHF |

|  | BHF |

|  | BHF |

|  | BHF |

|  | BHF |

|  | BHF |

|  | KBHFe |

Regreso:
|  | KBHFa |

|  | BHF |

|  | BHF |

|  | BHF |

|  | BHF |

|  | BHF |

|  | BHF |

|  | BHF |

|  | BHF |

|  | BHF |

|  | BHF |

|  | BHF |

|  | BHF |

|  | BHF |

|  | BHF |

|  | BHF |

|  | BHF |

|  | BHF |

|  | BHF |

|  | BHF |

|  | BHF |

|  | BHF |

|  | KBHFe |